# Антиагреганты
Антиагреганты (от др.-греч. ἀντί «против» и лат. aggregatio «присоединение») (дезагреганты) — группа препаратов, препятствующих тромбообразованию.
Действуют на этапе свёртывания крови, во время которого происходит слипание или агрегация тромбоцитов.
Антиагреганты ингибируют агрегацию тромбоцитов и эритроцитов, уменьшают их способность к склеиванию и прилипанию (адгезии) к эндотелию кровеносных сосудов. Снижая поверхностное натяжение мембран эритроцитов, они облегчают их деформирование при прохождении через капилляры и улучшают текучесть крови. Антиагреганты способны не только предупреждать агрегацию, но и вызывать дезагрегацию уже агрегированных кровяных пластинок.
Применяют их для предупреждения образования послеоперационных тромбов, при тромбофлебитах, тромбозах сосудов сетчатки, нарушениях мозгового кровообращения и др., а также для предупреждения тромбоэмболических осложнений при ишемической болезни сердца и инфаркте миокарда.
Ингибирующее влияние на склеивание (агрегацию) тромбоцитов (и эритроцитов) оказывают в той или иной степени лекарственные средства разных фармакологических групп (органические нитраты, блокаторы кальциевых каналов, производные пурина, антигистаминные препараты и др.). Выраженное антиагрегантное действие оказывают НПВС, из которых широкое применение в целях профилактики тромбообразования имеет ацетилсалициловая кислота.